# În așteptarea lui Filip
În așteptarea lui Filip (în poloneză Filip z konopi) este un film de comedie polonez din 1983, regizat de Józef Gębski⁠(d) după propriul scenariu. Titlul filmului se referă la o zicală și un proverb comun polonez despre un iepure prins într-un laț de cânepă⁠(d) (în poloneză filip z konopi), folosită în expresia „wyrwał się jak filip z konopi” cu referire la cineva care face un lucru prematur și necugetat.
Filmările au avut loc în cartierul Wawrzyszew⁠(d) din districtul nord-vestic Bielany⁠(d) al orașului Varșovia.

## Rezumat
O comedie ironică care satirizează modul de viață dintr-un oraș polonez mare din perioada regimului comunist. Arhitectul Andrzej Leski, care lucrează într-un birou de proiectare urbanistică, și soția sa însărcinată, Krystyna, locuiesc într-un bloc imens și sumbru. Locatarii duc o viață repetitivă devenită rutină: pleacă dimineața la serviciu, se întorc după-amiaza de la serviciu, se uită seara la televizor și apoi se culcă, iar îngrijitorul închide ușile blocului, și acest ciclu este reluat zi de zi. Toate apartamentele au un spațiu interior asemănător, sunt decorate identic și au aceleași defecte de construcție. Nu există pic de intimitate: apartamentele sunt strâmte, pereții sunt subțiri, făcându-i pe locatari să audă ce discută vecinii, și țevile sunt zgomotoase. Din acest motiv, Krystyna visează să-și schimbe apartamentul, în timp ce soțul ei are o altă părere întrucât contribuie el însuși la proiectarea unor astfel de clădiri.
Tensiunea produsă în viața arhitectului de depresia soției sale se amplifică prin plecarea menajerei, care se căsătorește. Krystyna se duce la spital, iar Andrzej este nevoit să experimenteze singur avantajele clădirii moderne de locuințe și se confruntă cu un profesor, care este un susținător înfocat al construcției de complexuri rezidențiale comune pentru mii de persoane. La insistența soției sale, Andrzej cercetează anunțurile despre schimburile de apartamente, dar singura ofertă pe care o găsește este într-un bloc vecin. Căutarea zadarnică este întreruptă de vestea că s-a născut fiul său, Filip.

## Distribuție
- Jerzy Bończak — arhitectul Andrzej Leski
- Kazimierz Brusikiewicz⁠(d) — intervievatorul administrației
- Irena Byrska — mama Krystynei
- Bożena Dykiel⁠(d) — Jańcia Bogacka, servitoarea soților Leski
- Filip Gębski — Łukasz, fiul soților Leski
- Wiesław Gołas⁠(d) — frizerul Czesław, logodnicul Jańciei
- Wiesław Drzewicz⁠(d) — informatorul care privește pe vizor
- Jan Himilsbach⁠(d) — acordeonistul de la nunta Jańciei cu Czesław
- Janusz Kłosiński⁠(d) — domnul Władzio, îngrijitorul blocului
- Andrzej Kopiczyński — Wiśniewski, un prieten al lui Leski
- Lidia Korsakówna⁠(d) — doamna Basia, secretara profesorului
- Barbara Krafftówna⁠(d) — Zosia, soția profesorului
- Laura Łącz⁠(d) — fiica aristocratului Buzowski
- Bronisław Pawlik⁠(d) — profesorul
- Wojciech Siemion⁠(d) — administratorul asociației de locatari
- Wanda Stanisławska-Lothe⁠(d) — ambasadoarea Buzowska
- Włodzimierz Stępiński⁠(d) — vecinul cu podeaua strâmbă
- Magdalena Wołłejko⁠(d) — Krystyna, soția lui Leski
- Zenon Laskowik⁠(d) — meșter reparator
- Tadeusz Osipowicz⁠(d) — meșter reparator
- Bohdan Smoleń⁠(d) — muncitor reparator
- Rudolf Schubert⁠(d) — muncitor reparator
- Iwona Biernacka⁠(d) — colega de serviciu a lui Leski (nemenționată)
- Marian Glinka⁠(d) — colegul de serviciu al lui Leski (nemenționat)
- Witold Kałuski⁠(d) — tatăl unui copil mic (nemenționat)
- Helena Kowalczykowa⁠(d) — soția îngrijitorului (nemenționată)
- Andrzej Krasicki⁠(d) — bărbatul care vorbește cu îngrijitorul (nemenționat)
- Justyna Kulczycka⁠(d) (nemenționată)
- Juliusz Lubicz-Lisowski⁠(d) — tatăl profesorului (nemenționat)
- Jan Łopuszniak⁠(d) — bărbatul în vârstă de la coadă (nemenționat)
- Jan Nowak⁠(d) (nemenționat)
- Borys Marynowski⁠(d) (nemenționat)
- Jerzy Moes⁠(d) — proiectantul (nemenționat)
- Jerzy Zygmunt Nowak⁠(d) — colegul de serviciu al lui Leski (nemenționat)
- Ewa Pielach⁠(d) — invitată la nunta Jańciei cu Czesław (nemenționată)
- Eugeniusz Priwieziencew⁠(d) — colegul de serviciu al lui Leski, adept al lui Robespierre (nemenționat)
- Tadeusz Somogi⁠(d) — vânzătorul din magazinul de articole electronice (nemenționat)
- Jacek Strzemżalski⁠(d) — transportatorul televizorului (nemenționat)
- Tadeusz Wojtych⁠(d) — bărbatul care arată drumul către ul. Gogola (nemenționat)

## Producție
Filmul a fost produs de compania Zespół Filmowy Iluzjon⁠(d). Filmările au avut loc în anul 1981 și s-au desfășurat în mai multe locuri din districtul nord-vestic Bielany⁠(d) al orașului Varșovia: cartierul Wawrzyszew⁠(d) – blocul de pe ul. Czechowa nr. 2 (care se află în film pe ul. Nikołaja Gogola nr. 7), cimitirul⁠(d) de pe ul. Wólczyńska nr. 64, ul. Horacego, capela de la intersecția străzilor Wólczyńska și Aspekt, biserica istorică „Sf. Maria Magdalena”⁠(d) de pe ul. Wólczyńska nr. 64.